# خانه اپرای قاهره
خانه اپرای قاهره (به عربی: دار الأوبرا المصرية) به معنای واقعی کلمه "خانه اپرای مصر" بخشی از مرکز فرهنگی ملی قاهره ، اصلی ترین مکان هنرهای نمایشی در پایتخت مصر است. خانه اکثر گروه های موسیین مصر ، در قسمت جنوبی جزیره گزیرا در رودخانه نیل ، در منطقه زامالک در نزدیکی مرکز شهر قاهره واقع شده است.

## تاریخچه
خانه اپرا در ۱۰ اکتبر ۱۹۸۸ افتتاح شد. 
بودجه این مجموعه هدیه ای از طرف ملت ژاپن به مصر در نتیجه سفر رئیس جمهور حسنی مبارک به ژاپن در آوریل ۱۹۸۳ بود. ساخت و ساز در می ۱۹۸۵ آغاز شد و به مدت سه سال به طول انجامید.

در اکتبر ۱۹۸۸، رئیس جمهور مبارک و شاهزاده توموهیتو از میکاسا، برادر کوچکتر امپراتور ژاپن، مرکز ملی فرهنگی خانه اپرای قاهره را افتتاح کردند. 
این اولین باری بود که ژاپن نمایش کابوکی، یک درام سنتی محبوب با آواز و رقص را در آفریقا یا جهان عرب بر روی صحنه برد.
ارکستر فیلارمونیک سلطنتی لندن در ژانویه ۲۰۰۷، به پاس قدردانی از خانه اپرای قاهره، آن را به عنوان مکانی برای اولین اجرای خود در خاورمیانه و آفریقا انتخاب کرد. خانه عود عربی قبل از نقل مکان به ساختمانی در شهر قدیمی در محوطه آن ایجاد شد.